# Lembosia salaciae
Lembosia salaciae är en svampart som beskrevs av Hosag. & Archana 2009. Lembosia salaciae ingår i släktet Lembosia och familjen Asterinaceae.   Inga underarter finns listade i Catalogue of Life.